# Mohammed Polo
Mohammed Polo (ur. 11 listopada 1956 w Akrze) – ghański piłkarz grający na pozycji lewoskrzydłowego. W swojej karierze grał w reprezentacji Ghany.

## Kariera klubowa
Swoją karierę piłkarską Polo rozpoczął w klubie Hearts of Oak, w którym zadebiutował w 1973 roku i w którym grał do 1979 roku. W tym okresie czterokrotnie wywalczył z nim mistrzostwo Ghany w sezonach 1973, 1976, 1978 i 1979 oraz zdobył trzy Puchary Ghany w sezonach 1973, 1974 i 1979.
W latach 1979–1985 Polo grał w emirackim klubie Al-Wasl Dubaj. W sezonach 1981/1982, 1982/1983 i 1984/1985 wywalczył z nim trzy mistrzostwa Zjednoczonych Emiratów Arabskich. W 1985 roku wrócił do Hearts of Oak. W 1985 został z nim mistrzem Ghany. W latach 1987–1988 grał w gabońskim FC 105 Libreville. W 1987 wywalczył z nim mistrzostwo Gabonu. W latach 1989–1992 ponownie był zawodnikiem Hearts of Oak. W 1989 zdobył z nim Puchar Ghany, a w 1990 roku został mistrzem kraju. W latach 1992–1994 występował w Great Olympics, w którym zakończył karierę.

## Kariera reprezentacyjna
W reprezentacji Ghany Polo zadebiutował w 1975 roku. W 1978 roku powołano go do kadry na Puchar Narodów Afryki 1978. Wystąpił w nim w czterech meczach: grupowych z Nigerią (1:1) i z Górną Woltą (3:0), w którym strzelił gola, półfinałowym z Tunezją (1:0) i w finałowym z Ugandą (2:0). Z Ghaną wywalczył mistrzostwo Afryki.
W 1984 roku Polo został powołany do kadry na Puchar Narodów Afryki 1984. Na tym turnieju zagrał w dwóch meczach grupowych: z Nigerią (1:2) i z Malawi (1:0). W kadrze narodowej grał do 1988 roku.